# Alban W. Phillips
Alban William Phillips (1914–1975) – brytyjsko-nowozelandzki ekonomista. 

## Życiorys
Studiował nauki techniczne w Nowej Zelandii. W 1937 roku wyemigrował do Wielkiej Brytanii. W latach 1946–1949 studiował w London School of Economics (LSE) na wydziale socjologii. Od 1958 roku pracował w LSE jako profesor na wydziale statystyki. W 1969 roku wrócił do Nowej Zelandii i pracował na Uniwersytecie w Auckland.
Jest autorem tzw. krzywej Phillipsa – hipotezy dotyczącej zależności pomiędzy inflacją a bezrobociem.

## Ważniejsze prace
- Alban William Phillips. The Relation between Unemployment and the Rate of Change on Money Wage Rates in the United Kingdom 1861–1957. „Economica”. 25 (100), s. 283–299, 1958.